# Tech house
Tech house é um subgênero da house music que combina características estilísticas do techno com house. O termo tech house se desenvolveu como uma abreviação do nome de uma loja de discos para uma categoria de dance music eletrônica que combinava aspectos musicais do techno, como "linhas de baixo robustas" e "batidas de aço", com as harmonias e grooves do house progressivo. A música originalmente tinha um estilo de produção limpo e mínimo associado ao techno de Detroit e do Reino Unido.
Em meados da década de 1990, uma cena se desenvolveu na Inglaterra em torno de noites de clube como The Drop dirigido pelo ex-rapper Shamen Sr. C (Richard West) e Paul "Rip" Stone (co-fundador com West of Plink Plonk), Heart & Soul and Wiggle, dirigido por Terry Francis e Nathan Coles. Outros DJs e artistas associados ao som naquela época incluíram Charles Webster, Pure Science, Bushwacka!, Cuartero, Dave Angel, Herbert, Terry Lee Brown Jr., Funk D'Void, Ian O'Brien, Derrick Carter e Stacey Pullen. No final da década de 1990, a boate londrina The End, de propriedade do Sr. C e Layo Paskin, era considerada a casa da tech house no Reino Unido. Do outro lado do Atlântico, um dos primeiros inovadores no gênero foi Lucas Rodenbush, (EBE ), que estava lançando discos na Costa Oeste dos Estados Unidos de 1995 em diante.
Os artistas brasileiros que produzem Tech House são: Fancy Inc, Vintage Culture, MKJAY, Volkoder, Gabe, Rocksted, Mochakk, Sudden Heat, Tough Art, entre outros.

## Características
Como um estilo de mixagem, o tech house geralmente reúne o Deep ou minimal techno, o Soulful e o Jazzy end of house, alguns elementos minimal e muitas vezes alguns elementos dub. Há alguma semelhança com o house progressivo, que também pode conter elementos do deep, soulful, dub e techno; isso é realidade desde a virada do milênio, já que as mixagens de house progressivo muitas vezes se tornaram mais profundas e às vezes mais mínimas. No entanto, a mistura típica de house progressivo tem mais energia do que tech house, que tende a ter uma sensação mais “descontraída”. Os fãs de tech house tendem a apreciar a sutileza, bem como o "meio-termo" que adiciona um "toque colorido às batidas de techno" e evita o "drop agressivo" da house music em busca de ritmos intrincados.

### Estrutura musical
Como um estilo musical (em oposição a uma mixagem), o tech-house usa a mesma estrutura básica do house. No entanto, elementos do 'som' de house, como sons realistas de jazz (em faixas de deep house) e bumbo ressoante, são substituídos por elementos do techno, como bumbos mais curtos, mais profundos, mais escuros e muitas vezes distorcidos, chimbais menores e mais rápidos, caixas mais barulhentas e mais melodias de sintetizador com som ácido ou sintético do TB-303, incluindo ruídos eletrônicos brutos de osciladores de dente de serra e ondas quadradas distorcidos.
Alguns produtores também adicionam vocais e elementos emocionantes, e igualmente sons eletrônicos crus em suas músicas. No entanto, um bumbo e linha de baixo agressivos no techno parecem ser uma consistência entre a tech house music.

## História
Desde o início dos anos 2000, a tech house se espalhou pela Europa. Embora tenha permanecido por muito tempo à sombra da música techno (impulsionada por artistas como Adam Beyer ou Richie Hawtin no norte da Europa, como Alemanha, Holanda e Suécia), a tech house tem um enorme sucesso na Espanha. Na verdade, graças à expansão de novos DJs como Marc Maya, Oscar Aguilera ou Raul Mezcolanza (todos DJs residentes de um clube em Barcelona: o ROW14), a tech house pode competir com outros estilos de festivais de electro como o Monegros Desert Festival ou o Awakenings Festival. Porém, o destaque do tech house também fica por conta da divulgação desse estilo de música por outros DJs como Carl Cox ou Joris Voorn.

### Ressurgimento
Tech house se tornou um gênero muito popular de dance music. Em setembro de 2018, o Top 100 do Beatport estava repleto de faixas de artistas como Green Velvet, Fisher, Solardo, Patrick Topping e Jamie Jones, todos incorporando elementos de tech house em seus trabalhos. Esse ressurgimento do tech house pode ser atribuído ao recente aumento na popularidade dos sons de sintetizadores analógicos, bem como à popularização de artistas de tech house nos Estados Unidos, por meio de gravadoras como Dirtybird e da contratação de vários DJs de tech house em festivais como Coachella e CRSSD.
Não se confunda, o termo 'Tech House' também é usado para uma forma mais nova e técnica de Progressive House. Em 2012, o produtor de Progressive House, Guy J, fundou o selo ‘Lost & Found’. Este selo introduziu um novo tipo de house progressivo mais técnico e atmosférico que se afastou das melodias de pista de dança inspiradas no Trance tradicional e dos instrumentos usados para produzi-las, com ênfase mais no prazer de ouvir do que na dança. Com um andamento um pouco mais lento, a música era um tipo de house progressivo mais temperamental e mais agressivo. Enquanto a faixa está se aquecendo e levantando, também pode se aventurar na melancolia e no mau humor. A ênfase estava no uso pesado de sintetizadores espaciais com várias camadas e efeitos sonoros muito recordativo das trilhas sonoras de ficção científica sustentadas por basslines profundas. As faixas eram longas, muito melódicas e principalmente instrumentais, muitas vezes com amostras de vocais corais cortados tanto masculinos quanto femininos, novamente se afastando dos vocais normais ou amostras vocais faladas usadas em faixas mais tradicionais de Progressive e Deep House.

Conforme a década passava, esse novo tipo de Prog-House se tornou mais popular em clubes de músicas não comerciais, e muitos produtores seguiram o estilo de Lost & Found na produção de suas próprias faixas altamente técnicas, criando seu próprio som de assinatura individual enquanto o faziam. Não deve ser confundido com Techno House, que é um subgênero diferente de música, este novo estilo também ficou conhecido como ‘Tech House’ ou ‘Tech-Prog’ devido à alta musicalidade dos produtores que o fizeram. Bem como Guy J, outros líderes no campo são Sahar Z, Navar, Blusoul, Monojoke, A.J. Roland, Chris Cargo, Andre Sobota, GMJ, Volen Sentir, Black 8, Juan Deminicis, Lemon8, Matter e o outro projeto de Guy J, Cornucopia. Outras gravadoras que agora se especializam nesta marca de Tech House incluem ICONYC, Balkan Connection, Dreaming Awake, Higher States, Or Two Strangers, Soundteller Records, Sound Avenue e Tale & Tone. Muitas dessas músicas são impulsionadas pelo canal Release Promo no YouTube, e hoje é um dos subgêneros mais populares da House Music.